# Polityka jednego dziecka w Chinach

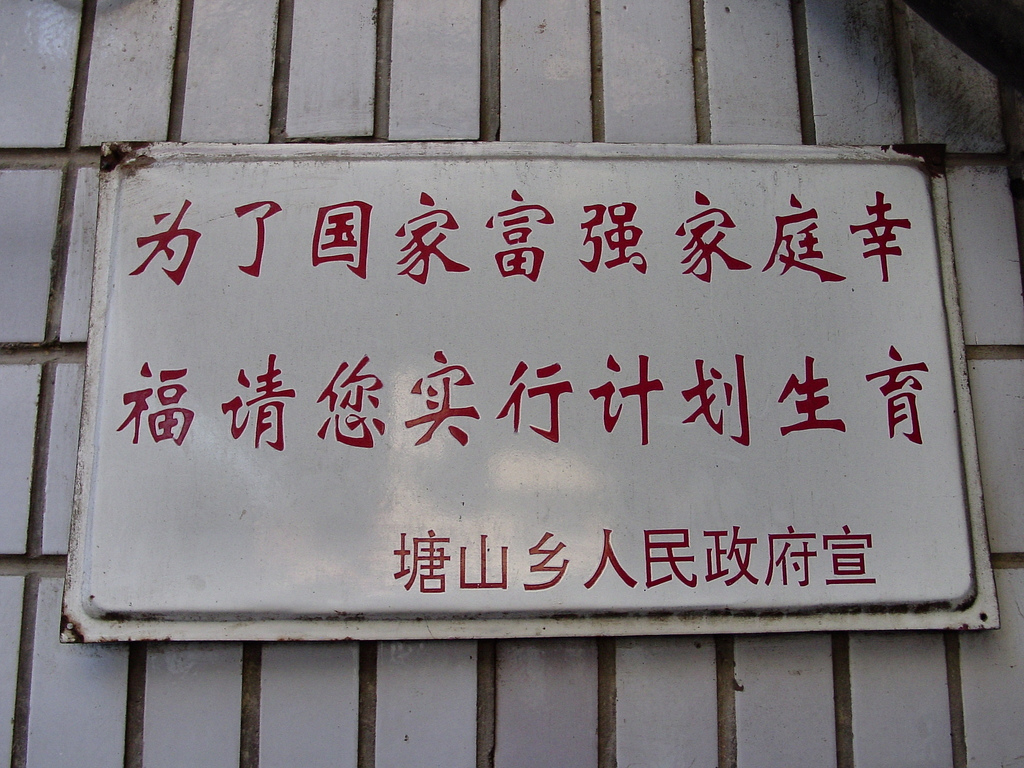
„Aby kraj był bogaty i silny, a rodziny szczęśliwe, uprasza się, abyś stosował planowanie urodzin". Tabliczka wykonana na zlecenie władz gminy Tangshan [pow. Dean, prow. Jiangxi].

Polityka jednego dziecka (chiń. upr. 计划生育政策; pinyin jìhuà shēngyù zhèngcè; dosł. „polityka planowania urodzeń”) – polityka kontroli populacji Chińskiej Republiki Ludowej obowiązująca w latach 1977–2015.
Jej celem było ograniczenie przyrostu naturalnego Chińczyków. Zgodnie z promowanym przez nią modelem, każda para w Chinach powinna mieć tylko jedno dziecko – posiadanie większej liczby potomstwa nie było zakazane, ale obarczone wieloma dolegliwościami prawnymi, przede wszystkim tzw. opłatami za obsługę (chiń. upr. 社会抚养费; chiń. trad. 社會撫養費; pinyin shèhuì fúyǎng fèi). Polityka jednego dziecka promowała pary mające tylko jedno dziecko na obszarach wiejskich i miejskich, rodzice posiadający ich więcej znajdowali się w gorszej sytuacji prawnej. Możliwe było uzyskanie pozwolenia na posiadanie większej liczby dzieci, pod warunkiem uiszczenia odpowiedniej opłaty. W późniejszym okresie trwania polityki, małżeństwo miało prawo mieć dwójkę dzieci, pod warunkiem, że każdy z małżonków był jedynakiem.
Zainspirowany ówczesnymi ruchami antypopulacyjnymi chiński rząd wprowadził politykę w 1977 w celu „złagodzenia społecznych, ekonomicznych i problemów ochrony środowiska w Chinach”, twierdząc że polityka miała zapobiec ponad 250 milionom urodzeń do 2000. Polityka budziła kontrowersje zarówno wewnątrz i na zewnątrz Chin ze względu na sposób, w jaki została wdrożona, a także ze względu na obawy związane z negatywnymi konsekwencjami ekonomicznymi i społecznymi. Polityka ta była powiązana ze wzrostem przymusowych aborcji i dzieciobójstwa dokonywanego przez kobiety, była też możliwą przyczyną nierównowagi płci w Chinach. W 2015 poinformowano o odejściu od tej polityki, co uzasadnione zostało starzeniem się społeczeństwa. W 2016 roku Chiny wprowadziły politykę dwojga dzieci, a w maju 2021 politykę trojga dzieci. W lipcu 2021 roku zniesiono wszystkie limity wielkości rodziny, a także kary za ich przekroczenie.

## Realizacja

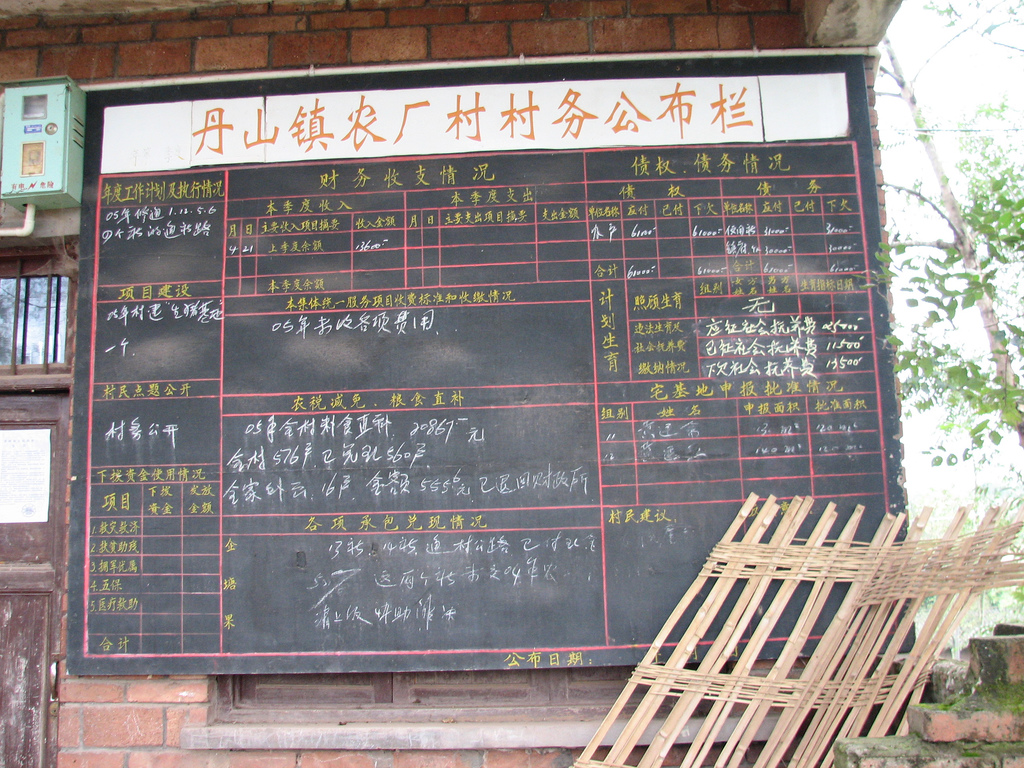
Wioska Nongchang, gmina miejska Danshan w prowincji Syczuan – tablica informująca o zebranych „opłatach za obsługę” i zaległościach w 2005

Limit jednego dziecka był stanowczo egzekwowany na obszarach miejskich, ale stopień faktycznej realizacji wahał się w zależności od miejsca. W większości obszarów wiejskich rodziny miały prawo wnioskować o zgodę na drugie dziecko, jeśli pierwsze było dziewczynką, względnie osobą niepełnosprawną, chorą psychicznie lub niedorozwiniętą umysłowo. Wymagany był odstęp pomiędzy urodzeniem pierwszego a drugiego dziecka (zwykle 3 lub 4 lata). Rodzenie nadliczbowych dzieci powodowało duże grzywny: rodzice naruszający zasady polityki byli zobowiązani do zapłaty kar pieniężnych i mogli być pozbawieni premii w miejscu pracy. Dzieci urodzone w krajach zamorskich nie były liczone w ramach polityki, jeżeli nie uzyskały obywatelstwa chińskiego. Chińscy obywatele powracający z zagranicy mogli mieć drugie dziecko. Należy zaznaczyć, że w różnych okresach działania polityki te zasady się zmieniały. Dotyczy to między innymi mniejszości etnicznych, czy narodowych, które mieszkały na terenie Chin. Na samym początku, nie musiały one przestrzegać polityki. W kolejnych latach musieli, jeśli mieszkali w określonych regionach, które były wyjątkowo przeludnione. Potem każdy, bez względu na pochodzenie, był zmuszony do przestrzegania prawa.
Opłaty za obsługę były ustalane każdego roku przez lokalne biura statystyczne w stosunku do dochodu przeciętnego mieszkańca danego rejonu, oddzielnie dla wsi i miast. Obowiązywały za posyłanie nadprogramowych dzieci do szkół i za objęcie ich opieką medyczną.
Urzędnicy państwowi, a zwłaszcza osoby zamożne, często naruszały politykę mimo grzywny, gdyż stać je było na zapłacenie kary finansowej. Na przykład w latach 2000 i 2005 zgodnie z danymi regionalnych komisji planowania rodziny 1968 urzędników w prowincji Hunan naruszyło te zasady; dodatkowo do oficjalnych zakazów nie zastosowało się 21 krajowych i lokalnych prawodawców, 24 doradców politycznych, 112 przedsiębiorców i 6 starszych intelektualistów. Niektórzy urzędnicy w ogóle nie musieli płacić kar.
W 2012 po raz pierwszy odnotowano spadek ludności w wieku produkcyjnym. W związku z tym od listopada 2013, gdy jedno z rodziców było jedynakiem, para mogła mieć dwoje dzieci, zgodę na drugie dziecko wydawano w drodze decyzji administracyjnej. Zmiany wprowadzono z powodu szybkiego starzenia się społeczeństwa chińskiego, jednak zainteresowanie posiadaniem drugiego dziecka okazało się małe, głównie ze względu na duże koszty wychowania dziecka oraz niechęć do rezygnacji z kariery zawodowej.

## Wpływ na wzrost liczby ludności i dzietność

Piramida wieku społeczeństwa chińskiego

Przed wprowadzeniem polityki jednego dziecka współczynnik dzietności spadł z 5,6 (1949) do 2,8 (1978). Od momentu jej wprowadzenia wskaźnik spadł do około 1,8 w 2008 i 1,4 w połowie następnej dekady. Chiński rząd szacował, że dzięki polityce jednego dziecka urodziło się ok. 300 milionów mniej dzieci w okresie ok. 30 lat obowiązywania przepisów. Raporty zachodnich badaczy potwierdziły spowodowane przez politykę starzenie się ludności i ujemny przyrost ludności w niektórych obszarach. Problem jest o tyle poważny, iż może przyczynić się do załamania chińskiego systemu emerytur i podwyższenia cen za usługi medyczne. To obniży poziom życia w Chinach.
Warto też wspomnieć, że polityka ta przyczyniła się do masowych emigracji. Na początku dotyczyło to głównie par, które starały się uchronić życie swoich dzieci. W kolejnych latach, gdy współczynnik mężczyzn przypadających na jedną kobietę był bardzo wysoki, wielu mężczyzn zdecydowało się wyjechać z państwa w poszukiwaniu przyszłej żony.

## Łamanie praw człowieka
W opinii części zachodnich ośrodków badawczych i organizacji pozarządowych wdrażanie polityki jednego dziecka w Chinach łączyło się z nagminnym łamaniem praw człowieka przez władze chińskie lub za ich przyzwoleniem. Efektami (czasem niezamierzonymi) polityki były: przekupstwa, przymus, przymusowe sterylizacje kobiet, przymusowe aborcje, a nawet dzieciobójstwo narodzonych dzieci (głównie dziewczynek) odbywające się za milczącym przyzwoleniem władz, w większości na terenach wiejskich.
Przykładowo raport za rok 2001 mówi o liczbie 20000 aborcji i sterylizacji. Identyfikacja kandydatów do aborcji była przeprowadzana przy użyciu przenośnych urządzeń ultradźwiękowych, nawet w odległych wioskach. Również kobiety nawet pod koniec 8. miesiąca ciąży były zmuszane do przerwania ciąży przez wstrzykiwanie roztworu soli. Istnieją również doniesienia na temat kobiet, których dzieci pozbawiano życia w trakcie porodu. Stephen Moore z Cato Institute ogłosił, że polityka jednego dziecka prowadzi do „ciągłego ludobójstwa”. Twierdził, że kapitalizm i wolny rynek lepiej rozwiązałyby problemy przeludnienia krajów rozwijających się.
Polityka jednego dziecka obejmowała szereg przepisów bazujących na zasadach eugeniki. Oboje partnerzy musieli być rygorystycznie przetestowani przed zawarciem małżeństwa. Jeżeli jeden z małżonków miał „niezadowalający” stan fizyczny lub psychiczny, od dysleksji do schizofrenii, oboje nie mogli zawrzeć związku małżeńskiego. Chiński rząd stwierdził, że przepisy te miały na celu „poprawę jakości ludności Chin”.
Szczególnie restrykcyjnie polityka jednego dziecka była przestrzegana wobec mniejszości etnicznych, doprowadzana do skrajności w postaci przymusowych aborcji, zabijania noworodków i przymusowego sterylizowania kobiet należących do mniejszości, zwłaszcza Ujgurów.

## Działania niepożądane w populacji kobiet

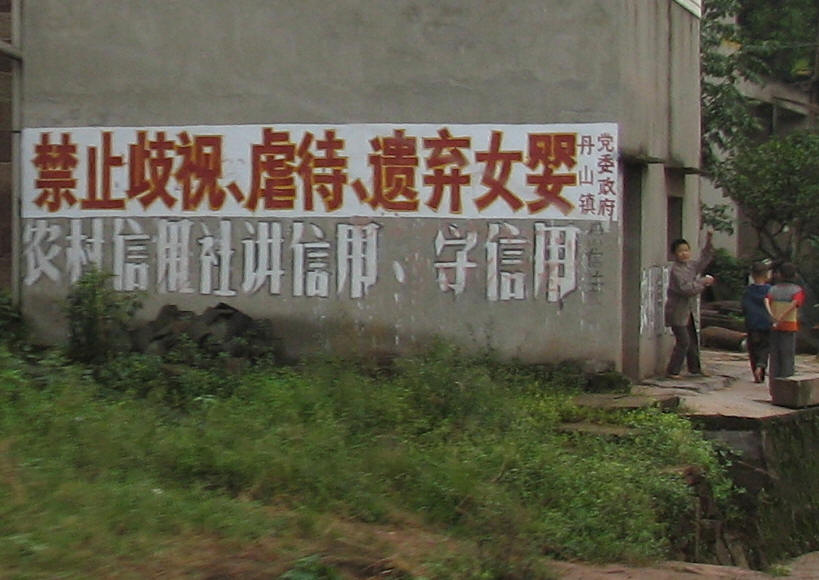
Znak drogowy w Syczuanie: „Zabrania się dyskryminacji, maltretowania i porzucania niemowląt płci żeńskiej”

Chiny, podobnie jak wiele innych krajów azjatyckich, mają długą tradycję preferencji syna. Powszechnie akceptowanym wyjaśnieniem preferencji synów jest fakt, że w rodzinach wiejskich mężczyźni mogą być uznawani za bardziej przydatnych w pracy na roli. Zarówno w społecznościach miejskich, jak i wiejskich, uwarunkowania ekonomiczne w połączeniu z pozostałościami tradycji konfucjanizmu tworzą podłoże dla preferencji synów. Synowie mają zapewnić podstawowe wsparcie finansowe i opiekę dla rodziców po ich przejściu na emeryturę. Ponadto w chińskiej tradycji córki po zawarciu małżeństwa stają się częścią rodziny pana młodego. Nierówny stosunek płci mężczyzn do kobiet w obecnej populacji Chin nie występuje wyłącznie na obszarach wiejskich; wskaźnik ten jest niemal identyczny w obszarach miejskich i wiejskich.
Stosunek płci nowo narodzonych w Chinach osiągnął 117 mężczyzn na 100 kobiet w 2000, znacznie więcej niż naturalny, który waha się pomiędzy 103:100 i 107:100. Wzrósł on z 108:100 w 1981 do 111:100 w 1990. Według raportu opracowanego przez Państwową Komisję Ludności i Planowania Rodziny w 2020 będzie 30 mln więcej mężczyzn niż kobiet, co może prowadzić do niestabilności społecznej. Korelacja między wzrostem różnicy proporcji płci i wdrażaniem polityki jednego dziecka wydaje się być spowodowana polityką jednego dziecka.

## Porzucanie dziewczynek i dzieciobójstwo
Społeczna presja wywierana przez politykę jednego dziecka ma wpływ na tempo, w jakim rodzice pozbywają się niepożądanych dzieci. Wiele porzuconych sierot mieszka w państwowych domach dziecka, które charakteryzuje chroniczne niedofinansowanie, brak przeszkolonego personelu, czasem brak żywności dla dzieci.
Antropolog G. William Skinner na Uniwersytecie Kalifornijskim w Davis i chiński naukowiec Yuan Jianhua stwierdzili, że dzieciobójstwo jest dość powszechne w Chinach. Aborcja wybranej płci, porzucenia, jak i dzieciobójstwo są w Chinach nielegalne. Mimo chińskiego stanu prawnego Departament Stanu USA, Parlament Zjednoczonego Królestwa i broniąca praw człowieka Amnesty International oświadczyły, że chiński program planowania rodziny przyczynia się znacznie do dzieciobójstwa. W czasie polityki jednego dziecka, rząd wyrażał ciche przyzwolenie, a nawet potrzebę przeprowadzania przymusowych sterylizacji, aborcji.